# Орден Звезды Румынии (СРР)
Орден Звезды Народной Республики Румыния (рум. Ordinul «Steaua Republicii Populare Romane») — высшая государственная награда Народной Республики Румыния.

## История
Орден был учреждён в 1948 году Декретом № 40 в 5 степенях. До 1966 года назывался Орден Звезды Народной Республики Румынии (см. первый тип ордена внизу).
Являлся высшей наградой общего характера и вручался за особые заслуги, достигнутые в общественной и политической жизни, направленные на развитие социалистического строя, сохранение свобод и национальной независимости.
С 1966 года, непродолжительное время, практиковалось награждение орденом Звезды Румынии первой степени на чрезплечной ленте со знаком меньшего размера и нагрудной звездой для глав иностранных государств, а также знаков на шейных лентах для дипломатов.
При награждении орденом вручалась денежная премия:
- 1 ст. — 3500 лей;
- 2 ст. — 3000 лей;
- 3 ст. — 2500 лей;
- 4 ст. — 1500 лей;
- 5 ст. — 1000 лей.

В 1964 и 1966 годах в статут ордена вносились изменения.
Знаки ордена изготавливались на Румынском монетном дворе в Бухаресте.

## Описание знака
Существовало три типа знака ордена.

### Первый тип
|           |           |
| 1 степень | 2 степень |

Знак первого типа — золотая пятиконечная звезда красной эмали с золотой каймой, наложенная на гранённую золотую перевёрнутую пятиконечную звезду. В центре в золотом лавровом венке надпись в три строки: «30 DECEMBRIE 1947».
Вторая степени изготавливалась из серебра.
Третья степень изготавливалась из серебра. Знак меньшего размера подвешивался на пятиугольную колодку. В центре звезды позолоченная монограмма «RPR».
Четвёртая степень — монограмма выполнена серебрением.
Пятая степень — бронзовый знак с эмалью на пятиугольной колодке.

### Второй тип
|           |           |           |           |           |
|           |           |           |           |           |
| 1 степень | 2 степень | 3 степень | 4 степень | 5 степень |

Знак ордена второго типа изготавливался в зависимости от степени и социального положения награждаемого из золота, серебра, или недрагоценных металлов.
Представлял собой десятиконечную звезду формируемую пятиугольниками большего и меньшего размера. Лучи звёзд формируются из пяти малых лучей. Центральный медальон несёт на себе государственный герб Румынии на эмали красного цвета в окружении лаврового венка с аббревиатурой «RPR» в верху.
Знак Первой степени изготавливался из золота или жёлтого металла, украшался бриллиантами (фианитами) по самым длинным лучам звезды и по кайме вокруг центрального медальона.
Знак Второй степени изготавливался из золота или жёлтого металла, украшался бриллиантами (фианитами) по кайме вокруг центрального медальона.
Знак Третьей степени изготавливался из серебра или белого металла, украшался бриллиантами (фианитами) по кайме вокруг центрального медальона. Лавровый венок из жёлтого металла.
Знак Четвёртой степени изготавливался из серебра или белого металла. Герб в центральном медальоне помещён на эмаль синего цвета.
Знак пятой степени изготавливается из белого металла.

### Третий тип
|           |           |           |           |           |
|           |           |           |           |           |
| 1 степень | 2 степень | 3 степень | 4 степень | 5 степень |

Знаки третьего типа повторяли второй, но без аббревиатуры.

## Галерея награждённых

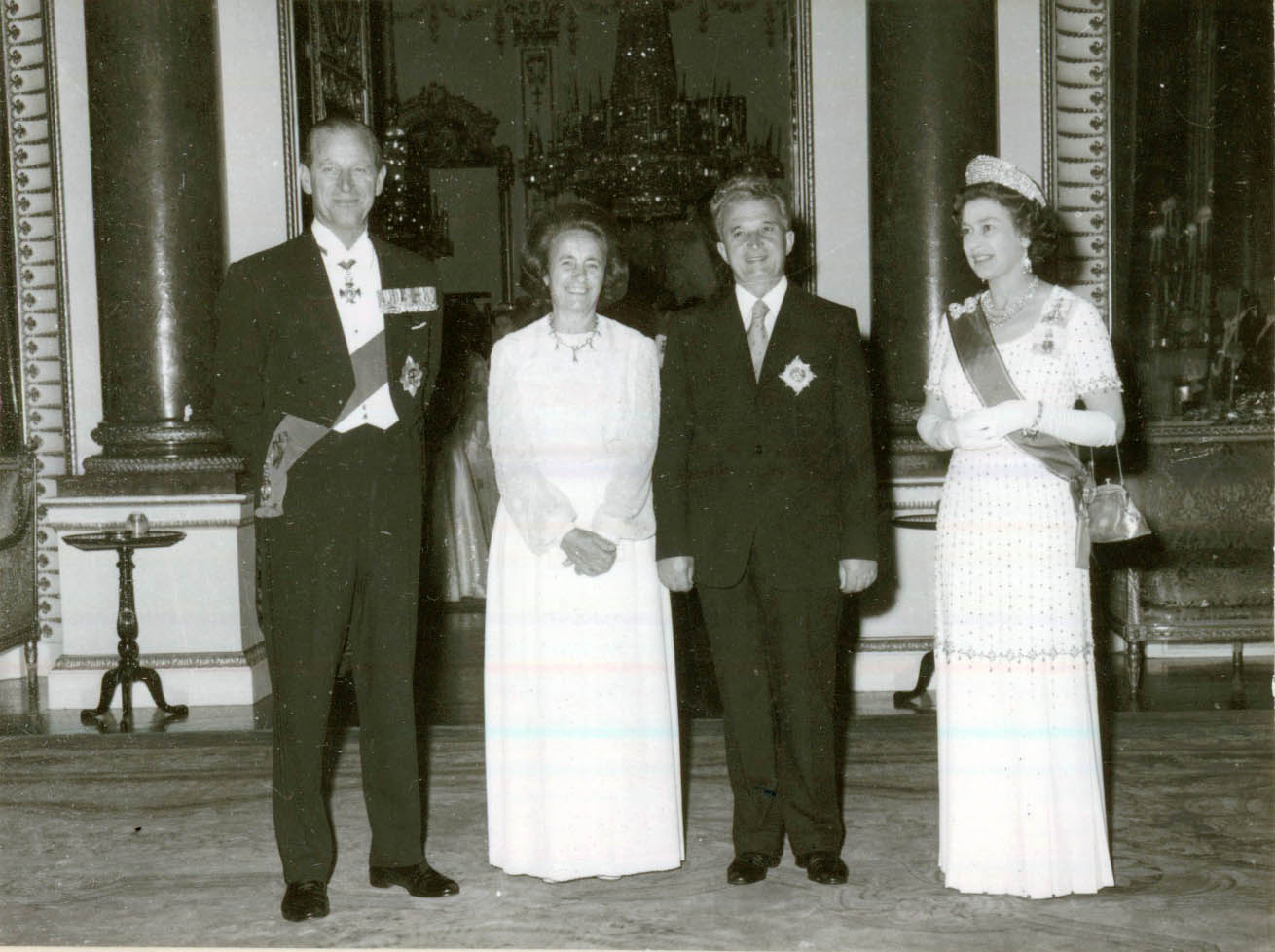
Королева Великобритании Елизавета II, герцог Эдинбургский Филипп и чета Чаушеску
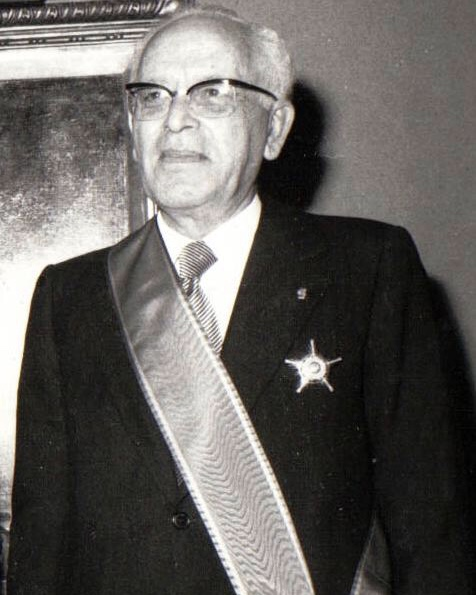
Президент Ливана Сулейман Франжье
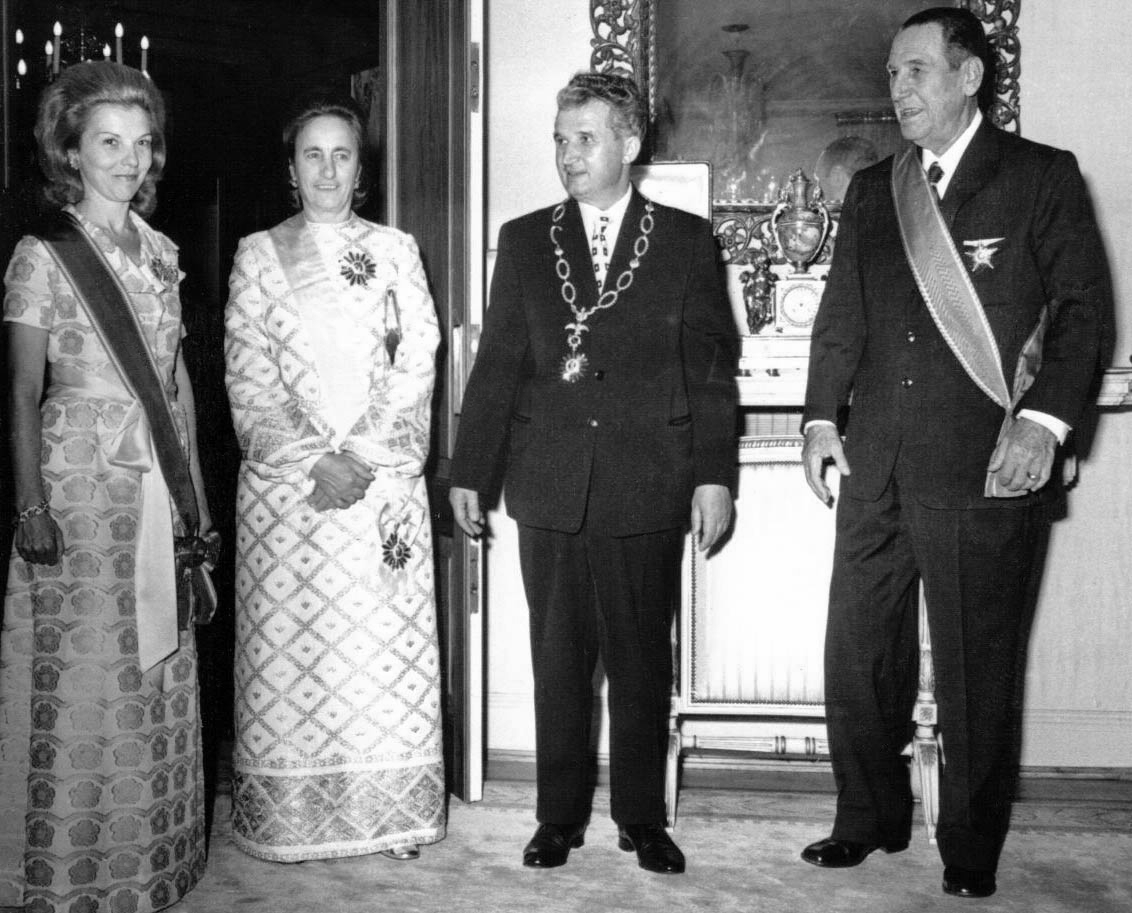
Президент Аргентины Хуан Доминго Перон, вице-президент Аргентины Исабель Мартинес де Перон и чета Чаушеску в марте 1974 года
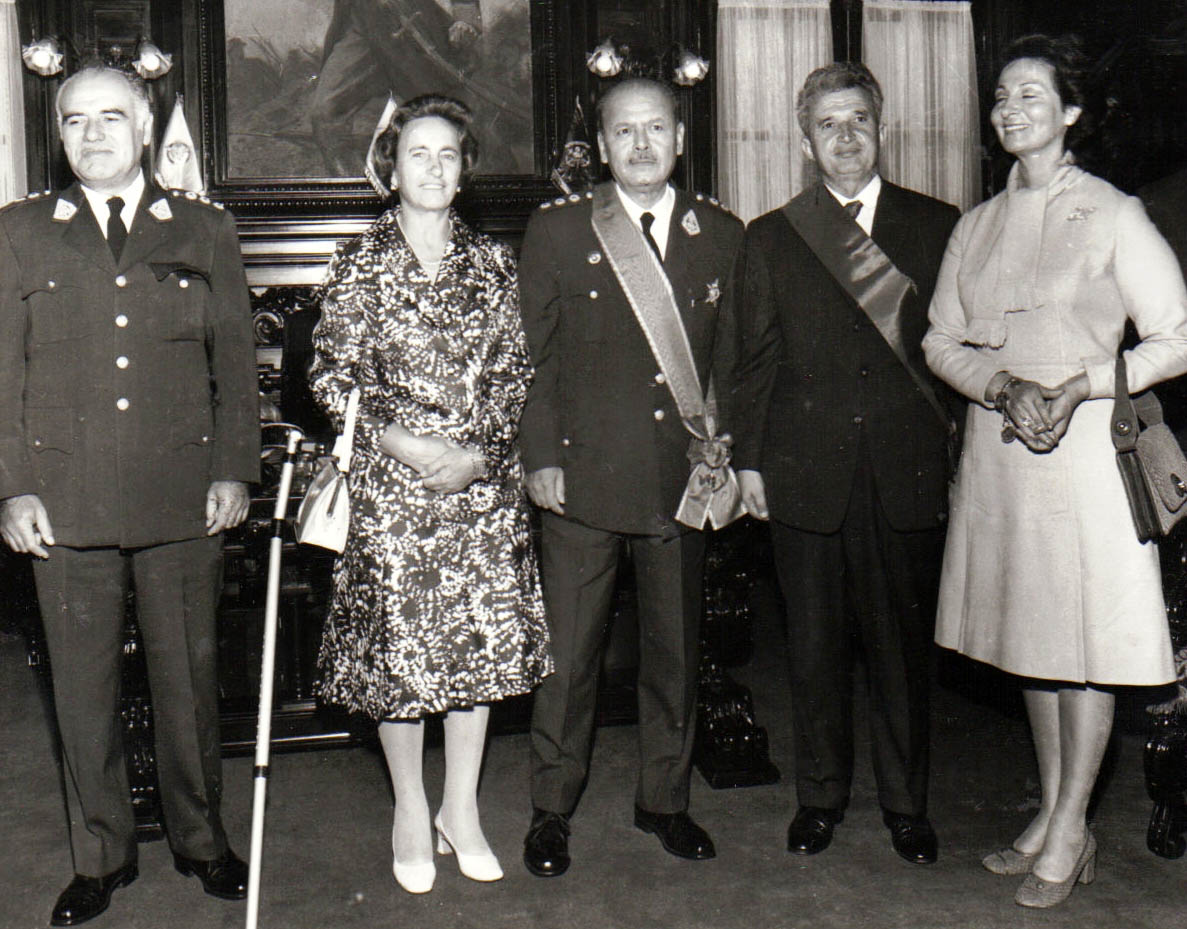
Президент перуанской революционной хунты Хуан Веласко Альварадо, чета Чаушеску в сентябре 1973 года